# Cesare Maria Casati

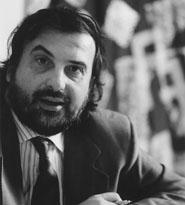
Cesare M. Casati nel 1993

Cesare Maria Casati (Milano, 29 agosto 1936 – Milano, 18 maggio 2025) è stato un architetto, designer, giornalista, influencer culturale italiano.

## Biografia
Allievo di Gio Ponti, fu da quest’ultimo chiamato negli anni '60 nella redazione di Domus (Editoriale Domus), rivista di cui assume la direzione dal luglio 1976 al giugno 1979.
Dal 1967 è membro dell'Associazione per il disegno industriale (ADI).
Dal gennaio 1981 sino al giugno 1985 è direttore responsabile della rivista La Mia Casa (Peruzzo Editore).
Nel febbraio 1986 fonda a Milano la casa editrice l'Arca Edizioni ed è direttore responsabile della rivista internazionale d’architettura, design e comunicazione visiva, l'Arca e, nel 1995, de l'Arca International.
Dal 1999 collabora a vari titoli con l’Accademia di Brera a Milano e con la Facoltà di Architettura a Valle Giulia (Roma), organizzando nel contempo numerose mostre, allestimenti e convegni in tutto il mondo sulle tematiche del design italiano e dell’architettura. In particolare, progetta e coordina le quattro mostre di arte e design “Eurodomus” (Genova 1966; Torino 1967; Milano 1970; Torino 1971).A Milano nel 1972 fonda l'Arca rivista di architettura, design e arti visive diventata ora l'Arca International editata nel Principato di Monaco; www.arcadata.com,
Viene definito da Exibart un cultore appassionato del progetto utile, poetico e significativo che dagli esordi coniuga senza banalizzare architettura e design, ambiente, contesto ed emozione.
Tra le sue opere di design si annovera la "Pillola Lamps.", C. Emanuele Ponzio, 1968, esposto nella collezione del Moma di New York.